# Songs from the North I, II & III
Songs from the North I, II & III ist das sechste Studioalbum der finnischen Doom-Metal-Band Swallow the Sun. Es besteht aus drei Teilen, die sich stilistisch voneinander unterscheiden.

## Geschichte

### Personelles
Während der Entstehung des Albums gab es einen Personellen Wechsel am Schlagzeug. Der Nightwish-Schlagzeuger Kai Hahto verließ endgültig die Band und wurde von Juuso Raatikainen ersetzt. Dieser unterstützte die Band bereits bei der, 2013 stattfindenden The Morning Never Came Anniversary Tour, bei der Hahto aus privaten Gründen kurzfristig absagen musste.

“Unfortunately Kai is unable to do the Morning Never Came anniversary gigs this fall, but on short notice we managed to get hold of a fantastic drummer, Juuso Raatikainen, to fill Kai's giant shoes for these shows. Kai will be back on his throne for the 70.000 Tons of Metal and Mexican shows”

„Leider ist Kai nicht in der Lage, die Morning Never Came-Jubiläumskonzerte in diesem Herbst zu spielen, aber kurzfristig konnten wir mit Juuso Raatikainen einen würdigen Ersatz, gewinnen, der Kai’s Platz für diese Shows einnehmen wird. Bei den Shows auf dem 70.000 Tons of Metal-Festival und den Shows in Mexiko wird Kai jedoch wieder hinter dem Schlagzeug sitzen.“

Mit dem, 2009 der Band beigetretenen Hahto, veröffentlichte Swallow the Sun zwei Alben und spielte zahlreiche Touren.

### Entstehungsgeschichte
Nachdem Hahto die Band, zuerst nur vorzeitig, später dauerhaft verließ und dieser durch Juuso Raatikainen ersetzt wurde, begab sich die Band in eine über ein Jahr dauernde Songwritingphase. Währenddessen trennte sich die Band außerdem von ihrem damaligen Label Spinefarm Records und unterschrieben einige Zeit später bei Century Media Records. Im Juni 2015 gab Raivio dann bekannt, dass die Fülle des Materials, welches während der Songwritingphase entstand, zu einem Dreifach-Album geführt hatte, Songs from the North I, II & III, drei separate, aber miteinander verbundene Aufnahmen, die verschiedene Aspekte der musikalischen Persönlichkeit von Swallow the Sun zeigen. In drei aufeinanderfolgenden Wochen, von Mitte Oktober bis Anfang November, stellte die Band jeweils einen Song aus jedem Album vor; Heartstrings Shattering, Pray For The Winds To Come und Abandoned By Light, welche alle drei ein Lyric Video enthalten.
Songs from the North I, II & III wurde im November 2015 veröffentlicht. Die begleitende Tour führte die Band rund um den Globus, wo sie als Headliner auf europäischen und japanischen Festivals auftrat und in kleinen und mittelgroßen Clubs in den USA spielte.

## Werk

### Artwork
Die Illustrationen und Albumlogos wurden von Rami Mursula erstellt und designed. Sowohl das Titelfoto als auch weitere Fotografien für das Album stammen von Aleah Stanbridge. Modelliert wurde das Titelbild Valentine Reltien. Weitere Fotografen die an dem Album mitwirkten sind Aleksi Munter, Indrek Päri, Jussi Ratilainen, Alexandra Lisiecki und Antti Makkonen, die beispielsweise Bandpotraits oder Liveaufnahmen schossen.

### Konzept
Juha Raivio sieht in dem Album ein Konzeptalbum, in dem die einzelnen Teile, Gloom, Beauty und Despair, eng miteinander verknüpft sind und ein gemeinsames Bild ergeben sollen. Das Album präsentiere Swallow the Sun aus drei Perspektiven und enthalte alles was die Band ausmache.

„Musik ist heilig. Alben sind heilig. Es ist ein Triple-Album und die Einzelteile ergeben ein großes Bild. Eine lange Reise durch Licht und Finsternis. Es ist kein Konzeptalbum im eigentlichen Sinne mit fortlaufender Story. Aber die einzelnen Alben sind zweifellos miteinander verknüpft“

### Musikalische Einordnung
I. Gloom:

Der erste Teil des Albums wird dem Death Doom mit Einflüssen aus Gothic Metal, Melodic-Death und Progressive Metal zugeordnet und gilt als der „erwartete Nachfolger“ zu dem Album Emerald Forest And The Blackbird. Er enthalte alle für Swallow the Sun typischen Elemente; Düstere, „bombastische“ Gitarren, melancholische Melodien, Klargesang und tiefe Growling-Passagen, wobei vermehrt Klargesang eingesetzt wird. Laut Manuel Berger, der das Album für das Webzine Laut.de bewertete, bewege sich Songs from the North I, II & III in eine Grauzone zwischen Death Doom und Metalcore. Dies wir durch die „eingängigen Melodien“ und die, durch den starken Einsatz von Synthesizern verursacht, die sowohl im Power Metal als auch teilweise im Metalcore zu finden sind. Als Referenzpunkte werden Agalloch, Insomnium, Amorphis und Moonsorrow, in Teilen auch Katatonia, My Dying Bride oder Tiamat aufgeführt.
II. Beauty:

Auf dem zweiten Teil verzichtet die Band komplett auf die, für den Death Doom typische, Instrumentierung und spielt einen, eher dem Dark Rock, beziehungsweise dem Gothic Rock mit starken Einflüssen aus Folk-Rock, Indie-Rock und Alternative Rock zuzuordnendem Stil. Auf gutturalen Gesang wird komplett verzichtet und es kommt, wie auch im ersten Teil des Albums begleitender Frauengesang zum Einsatz. Dieser wird von atmosphärischen Keyboards, akustischen Gitarren und Chören begleitet. Dadurch entsteht eine, im Vergleich zum ersten Teil, positivere Stimmung. Auch auf dem zweiten Teil werden Ähnlichkeiten zu Tiamat und Agalloch, auch aber zu Anathema oder Black Sun Aeon genannt.
III. Despair:

Der dritte Teil des Albums, Despair, wird von manchen Kritikern dem Funeral Doom zugeordnet, es überwieg jedoch die Zuordnung in andere Stile, beziehungsweise Einflüsse aus unter anderem Blackend Death Metal, Drone Doom oder ebenfalls Death Doom. Swallow the Sun spiele zwar langsam und düster, sei aber nicht mit Funeral-Doom-Größen wie Evoken oder Ahab vergleichbar. Auf Grund des Einsatzes von Orchestereinlagen, Choralgesängen und Klavierpassagen sei die Bezeichnung „Symphonic-Death-Doom“ laut dem ninecircles-Magazin zutreffender. Klargesang kommt nicht zum Einsatz.

## Kritiken
Die drei Teile des Albums wurden von Kritikern auch überwiegend separat rezensiert. Besonders gelobt wurde dabei der dritte Teil des Albums, der auch die höchsten Bewertungen erhielt. Insgesamt enthalte das Album laut Manuel Berger vom Laut.de-Webzine sowohl musikalische Trademarks als auch musikalisches Neuland, wodurch das Album bis zum Schluss spannend sei. Er beschrieb es als geglückte Mission, welche einen durch den gesamten Facettenreichtum der Band führe. Jan Müller des Metal1.info-Magazins bezeichnete es außerdem als Album, welches für die Ewigkeit gemacht, und in seiner Gesamtheit perfekt, sei. Dahingehend bemängelte das Metal.de-Webzine die geringe Abwechslung der verschiedenen Teile. Tonal und harmonisch unterscheiden sich die Teile kaum, da immer auf dieselben Mollskalen zurückgegriffen werde. Dadurch verbleibe ein mehr als ambitioniertes Stück Musik, dass an seiner selbstauferlegten Aufgabe, das Konzept-Album wiederzubeleben, scheitere.

## Chartplatzierungen
| ChartsChartplatzierungen | Höchstplatzierung | Wochen |
| ------------------------ | ----------------- | ------ |
| Deutschland (GfK)        | 52 (1 Wo.)        | 1      |
| Finnland (IFPI)          | 7 (4 Wo.)         | 4      |

## Titelliste
| Nr. | Titel                                        | Länge |
| --- | -------------------------------------------- | ----- |
| 1.  | With You Came the Whole of the World’s Tears | 9:03  |
| 2.  | 10 Silver Bullets                            | 7:12  |
| 3.  | Rooms and Shadows                            | 7:20  |
| 4.  | Heartstrings Shattering                      | 7:46  |
| 5.  | Silhouettes                                  | 5:56  |
| 6.  | The Memory of Light                          | 6:17  |
| 7.  | Lost & Catatonic                             | 7:07  |
| 8.  | From Happiness to Dust                       | 8:39  |

| Nr. | Titel                          | Länge |
| --- | ------------------------------ | ----- |
| 1.  | The Womb of Winter             | 3:35  |
| 2.  | The Heart of a Cold White Land | 4:47  |
| 3.  | Away                           | 5:22  |
| 4.  | Pray for the Winds to Come     | 5:29  |
| 5.  | Songs from the North           | 5:17  |
| 6.  | 66°50´N,28°40´E                | 6:42  |
| 7.  | Autumn Fire                    | 5:46  |
| 8.  | Before the Summer Dies         | 5:38  |

| Nr. | Titel                         | Länge |
| --- | ----------------------------- | ----- |
| 1.  | The Gathering of Black Moths  | 13:00 |
| 2.  | 7 Hours Late                  | 10:02 |
| 3.  | Empires of Loneliness         | 11:02 |
| 4.  | Abandoned by the Light        | 8:48  |
| 5.  | The Clouds Prepare for Battle | 9:05  |